# Francisco Borges Salas
Francisco Borges Salas (Santa Cruz de Tenerife, Canarias, 11 de enero de 1901- Santa Cruz de Tenerife,  17 de enero de 1994) fue un escultor, dibujante, pintor y grabador español, que desarrolló gran parte de su obra durante su exilio en Venezuela.

## Cronología
- 1901: nace en el barrio del Toscal (en el casco histórico santacrucero), en el seno de una familia acomodada y cultivada.
- 1909: ingresa en la Escuela de Artes y Oficios de Santa Cruz de Tenerife. Su primer maestro de escultura será el catalán Guzmán Companys (de quien fue ayudante siendo niño en su estudio de La Laguna). Con apenas 12 años expone su primer trabajo, un campesino canario.
- 1920: marcha a Madrid para entrar en el taller de Mateo Inurria,  pero su aprendizaje se verá interrumpido por la guerra del Rif. Regresa a Santa Cruz en 1921 y se incorpora al Regimiento de Infantería n.º 64.
- 1923: de nuevo en Madrid, donde pronto hará amistad con Victorio Macho y por cuya mediación irá publicando dibujos en La Esfera, revista cultural dirigida por José Francés. También ilustró la obra poética del belga Mauricio Meterlain y algunos trabajos en la revista Blanco y Negro. Ingresa en la Escuela de Grabado.
- 1926: junto con su hermano Miguel, también artista y escritor, se casan el 17 de julio de 1926, con las dos hijas del antiguo presidente de la RACBA Patricio Estévanez y Murpy: Patricia y Nivaria.[1][2]
- 1928: marcha a París donde frecuenta el taller del escultor Antoine Bourdelle, pero la muerte del maestro precipita su regreso a Tenerife.
- 1930: accede a una plaza de profesor auxiliar de pintura en la Escuela de Artes y Oficios.[3]

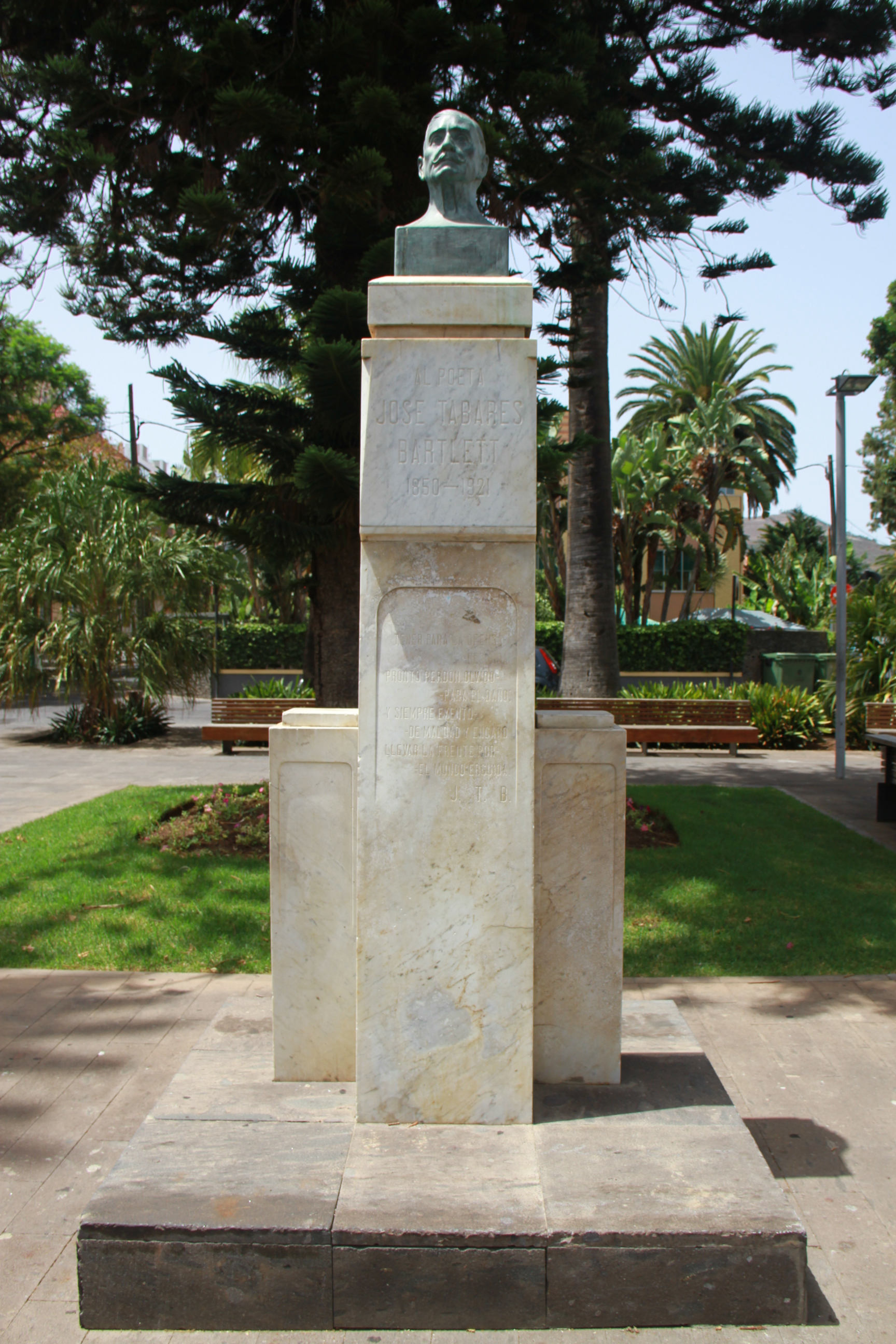
El busto del poeta José Tabares Barlett (1850-1921). 1931-1933. San Cristóbal de La Laguna, La Laguna, Tenerife

- 1934: esculpe en piedra Almorquí los Poemas del Mar y de la Tierra para el salón principal del Casino de Tenerife.
- 1935: participa en la Bienal de Venecia, con una obra que se perdería al inicio de la contienda nacional.
- 1936: talla en madera de la Virgen de Candelaria para la Quinta Canaria de La Habana.
- 1937: tres bustos en bronce de los poetas laguneros: Antonio Zerolo Herrera y de José Tabares Bartlett y Juan Pérez Delgado Nijota.
- 1938: realiza el conjunto escultórico de La fecundidad, monumento al alcalde Santiago García Sanabria, instalado en el Parque Municipal de Santa Cruz de Tenerife.[4]
- 1941: viaja a América con intención de dirigirse a Cuba para posteriormente trasladarse a Estados Unidos, pero la inestabilidad ocasionada por la II Guerra Mundial hace que el barco arribe en Venezuela. En este país se estableció durante 21 años, diez de ellos al frente del departamento de diseño y propaganda del Ministerio de Sanidad. Gana, en concurso internacional abierto, la realización de cinco grandes cuadros para la Academia Militar de Caracas.
- 1962: regresa a Canarias, permaneciendo prácticamente en el anonimato pese a que su escultura La Fecundidad había vuelto a instalarse a la vista del público.
- 1972: es nombrado académico de número de la Real Academia Canaria de Bellas Artes de San Miguel Arcángel.
- 1973: exposición antológica en La Laguna.
- 1975: muere su esposa, lo que sumió a Borges en una melancolía que duraría hasta su muerte 25 años después. Durante ese tiempo destruye gran parte de su obra.
- 1993: se le concede la Medalla de Oro de Canarias[5]  y, el 29 de julio del mismo año, es nombrado Hijo Predilecto de Santa Cruz de Tenerife; ciudad en la que muere seis meses después a los 92 años de edad.[6]

## Enlaces
Noticia en el diario El Día de la Exposición de grabados inéditos (2008)
- Datos: Q5865295
- Multimedia: Francisco Borges Salas / Q5865295